# Elementarmasche
Eine Elementarmasche bezeichnet das Parallelogramm, das von den Basisvektoren {\displaystyle {\vec {a}}} und {\displaystyle {\vec {b}}} eines zweidimensionalen Kristallgitters aufgespannt wird. Sie ist die auf zwei Dimensionen eingeschränkte Entsprechung der Elementarzelle.
Eine zweidimensionale Kristallstruktur kann man sich denken als Elementarmasche, die um ganzzahlige Vielfache der beiden Basisvektoren verschoben wurde. Eine derartige Überdeckung der Ebene durch die Elementarmaschen ist lückenlos und überlappungsfrei, sie ist eine Art der Parkettierung.

## Zweidimensionales Gitter und kristallographische Basis
Die Menge aller Translationsvektoren G, die ein zweidimensionales Kristallgitter auf sich selbst abbilden, bildet ein Punktgitter B:
{\displaystyle B:=\left\{\left.\sum _{u,v}u{\vec {a}}+v{\vec {b}}\;\right|\,u,v\in \mathbb {Z} \right\}}
Im allgemeinen Fall ist das Gitter B, das nach o. g. Gleichung gebildet wird, eine Teilmenge des Gitters G:
{\displaystyle B\subseteqq G}
deutlich wird das am rechteckig-flächenzentrierten Gitter.
Sind die Gitter G und B identisch, so spricht man von einer primitiven Elementarmasche.

## Zweidimensionales Gitter, Basis und Oberflächenstruktur
Die Orte, die durch die Gitterpunkte des Gitters G gebildet werden, sind nicht immer die Orte, an denen in einem Kristall Atome zu finden sind, sie geben nur die Symmetrie der Oberflächenstruktur wieder. Wo innerhalb der Elementarmasche die Atome zu finden sind, gibt die Basis wieder.
In der Oberflächenphysik sind die Oberflächenatome häufig nicht in einer Ebene angeordnet. Daher ist es erforderlich, die Lage der Atome nicht nur in der Ebene der Oberfläche anzugeben, sondern auch senkrecht zu ihr.